# Шекспіризм
Шекспіри́зм (англ. Shakespeareanism) — створені Вільямом Шекспіром фразеологічні одиниці, наприклад: that's flat, cakes and ale, as night follows day. Більшість шекспіризмів зустрічається в творах Шекспіра лише один раз і їх форма є фіксованою. У сучасній англійській мові дослідники нараховують понад 150 шекспіризмів. Деякі шекспіризми набули такого поширення у повсякденному мовленні англійців, що Е.Партрідж включив 62 з них у свій словник кліше (наприклад: gild refined gold; the milk of human kindness; midsummer madness).
О.Кунін зазначає, що внаслідок усічення чи додавання елементів утворюються квантитативні варіанти шекспіризмів. Наприклад, шекспіризм at one fell swoop одразу почав використовуватись в скороченому вигляді at one swoop. Прикладом шекспіризма з додаванням компонентів може слугувати зворот more honoured in the breach than in the observance. Цей зворот створений Шекспіром, але без другого in (Hamlet, act I, sc.4). Другий прийменник in був доданий пізніше, внаслідок чого і виникли два варіанти.

## Виноски
1. ↑  Eric Partridge. A Dictionary of Cliches. — London: Routledge & Kegan Paul, 1960.
2. ↑  Кунин А. В. Фразеология современного английского языка / А. В. Кунин — М.: Международные отношения, 1972.